# Nišavský okruh
Nišavský okruh (srbsky Nišavski okrug, cyrilicí Нишавски округ) se rozkládá na jihovýchodě Srbska. Podle údajů z roku 2011, zde žije 372 404 obyvatel. Správní centrum okruhu je ve městě Niš.

## Turistika
Na okraji města Niš stojí Nišská pevnost, která se řadí mezi nejkrásnější a nejzachovalejší pevnosti na Balkáně. Na předměstí Niše se nachází Ćele kula (Věž lebek), postavená Turky z lebek srbských válečníků, kteří zemřeli v Čegarské bitvě. Toto turecké vítězství znamenalo selhání Prvního srbského povstání.
V Nišavském okruhu také leží město Niška Banja, jedno z nejznámějších lázeňských center v Srbsku

## Správní členění
Okruh je rozdělen do 6 opštin:
- Aleksinac
- Svrljig
- Merošina
- Ražanj
- Doljevac
- Gadžin Han

Město Niš je děleno do dalších 5 opštin:
- Medijana
- Niška Banja
- Palilula
- Pantelej
- Crveni Krst